# معركة جزيرة دنجبو
معركة جزيرة دنغبو ( (بالصينية: 登步島戰役; البينيين: Dēngbù Dǎo Zhànyì) كانت صراع بين جيش جمهورية الصين وجيش التحرير الشعبي على جزيرة دنغبو (في جزر تشوشان ) بالقرب من البر الرئيسي للصين. وقعت المعركة في الفترة من 3 نوفمبر 1949 إلى 5 نوفمبر 1949 وأسفر عن انتصار جمهورية الصين.
ومع ذلك، تم إنشاء جمهورية الصين في وقت لاحق أُجبرت على الانسحاب عندما حصلت جمهورية الصين الشعبية على التفوق الجوي فوق المنطقة، تاركة جزيرة دنغبو تحت سيطرة جمهورية الصين الشعبية.